# Jamataka
Jamataka est une ville du Botswana.